# Abbé Pierre
Henry Grouès, dit l'« abbé Pierre », né le 5 août 1912 à Lyon 4e et mort le 22 janvier 2007 à Paris 5e, est un prêtre catholique français.
Vicaire dans le diocèse de Grenoble en 1939, il est mobilisé pendant la Seconde Guerre mondiale. Il soutient dans un premier temps le régime de Vichy et le maréchal Pétain. Il est ensuite résistant : passeur de familles juives, puis maquisard. À la Libération, il est élu député de Meurthe-et-Moselle sous l'étiquette du Mouvement républicain populaire.
Il est connu pour être le cofondateur du mouvement Emmaüs, une organisation non confessionnelle de lutte contre l'exclusion comprenant la Fondation Abbé-Pierre pour le logement des défavorisés et de nombreuses autres associations, fondations et entreprises de l'économie sociale et solidaire en France.
Un rapport commandé par Emmaüs International a révélé en juillet 2024 que l'abbé Pierre aurait commis des agressions sexuelles sur des femmes entre la fin des années 1970 et 2005. Des faits plus anciens, jusque dans les années 1950, ont aussi été rapportés par la presse et par deux autres rapports, qui ont fait état d'autres violences sexuelles, y compris sur des mineurs. Ces agissements étaient connus par Emmaüs, la hiérarchie catholique et le Vatican dès 1955.

## Biographie

### Abbé Pierre
Marie Joseph Henry Grouès naît le 5 août 1912 au domicile de ses parents, petite-rue des Gloriettes à Lyon (4e). Il est issu d'une famille aisée de la bourgeoisie catholique lyonnaise d'industriels et de négociants en soie, originaire, du côté paternel, du hameau de Fouillouse à Saint-Paul-sur-Ubaye et de Tarare dans le Rhône du côté maternel. Il est le cinquième de huit enfants. Il est baptisé à l'église Saint-Eucher de Lyon, dans le 4e arrondissement. Il passe son enfance à Irigny, une commune au sud-ouest de Lyon. Dès l'âge de six ans, il suit son père chaque dimanche pour s'occuper des sans-abris et des mendiants aux alentours du quai Rambaud. À douze ans, il accompagne son père à la confrérie séculaire des hospitaliers veilleurs où, le dimanche, les bourgeois se font coiffeurs barbiers pour les pauvres.
Élève des Jésuites à l'internat Saint-Joseph (actuel lycée Saint-Marc), il est scout de France : il reçoit le totem de « Castor méditatif ». Il se lie alors d'amitié avec François Garbit.
Il connaît également, à cette époque ce qu'il appelle des « illuminations » qui orientent sa vie. En 1928 à seize ans, à l'occasion d'un pèlerinage de Rome, il est frappé d'un « coup de foudre avec Dieu » selon ses propres mots, à la suite duquel il souhaite entrer chez les franciscains. Selon une autre version avancée par son biographe Bernard Violet, c'est à cet âge qu'il tombe follement amoureux d'un jeune soprano lors d'une messe de Noël. Cette passion homosexuelle qu'il cherche à réfréner par des mortifications est en partie la cause de sa décision d'entrer dans la vie religieuse,.

#### Entrée dans les ordres
Le 21 novembre 1931, il fait profession religieuse à l'âge de 19 ans chez les capucins au noviciat de Notre-Dame-de-Bon-Secours, à Saint-Étienne. En religion, il devient frère Philippe. Par vœu de pauvreté, il renonce à sa part du patrimoine familial et donne tout ce qu'il possède à des œuvres caritatives. En 1932, il termine sa période de noviciat et est assigné au couvent des Capucins de Crest dans la Drôme.
Le 18 décembre 1937, Henry Grouès est ordonné diacre par Camille Pic, évêque de Valence, dans la chapelle du Grand Séminaire qui abrite désormais le lycée privé catholique Montplaisir.
Il est ordonné prêtre catholique le 24 août 1938 dans la chapelle de son ancien collège, le lycée Saint-Marc de Lyon, en même temps que le jésuite Jean Daniélou, futur cardinal. En accord avec ses supérieurs, il quitte l'ordre des Capucins le 18 avril 1939 et intègre le diocèse de Grenoble où il est incardiné le 2 mai 1939 et nommé le 14 mai suivant vicaire à la basilique Saint-Joseph de Grenoble par l'évêque Alexandre Caillot.

#### Seconde Guerre mondiale
Il est mobilisé comme sous-officier dans un régiment du train des équipages, en décembre 1939, au début de la Seconde Guerre mondiale. Souffrant de pleurésie, il passe la totalité de la drôle de guerre à l'hôpital. En octobre 1940, il est nommé aumônier de l'hôpital de La Mure (Isère) puis de l'orphelinat de La Côte-Saint-André.
En 1941, il soutient officiellement le régime de Vichy et le maréchal Pétain. Il déclare notamment : « Ayons la fierté de penser que le maréchal travaille à cette conquête, la plus belle et la plus glorieuse », ainsi que « Partout où aujourd'hui la France renaissante de notre grand maréchal agit, soyez présents, soyez au premier rang, soyez des plus grands lutteurs, dans la conscience et l'enthousiasme »,,.
Selon sa biographie officielle issue des archives du ministère de la Défense nationale, « vicaire à la cathédrale Notre-Dame de Grenoble, [il] recueille des enfants juifs dont les familles sont arrêtées lors des rafles des Juifs étrangers en zone sud, en août 1942 »[source insuffisante].
En novembre 1943, il fait passer en Suisse le plus jeune frère du général de Gaulle, Jacques de Gaulle, ainsi que son épouse qu'il confie au réseau de l'abbé Marius Jolivet, curé de Collonges-sous-Salève. Il participe à la création de maquis, dont il est l'un des chefs, dans le massif du Vercors et dans le massif de la Chartreuse. C'est à cette époque qu'il rencontre Lucie Coutaz, qui le cache sous un faux nom et devient sa secrétaire particulière jusqu'à son décès en 1982. Elle est considérée comme la cofondatrice du mouvement Emmaüs.
Il aide les réfractaires au service du travail obligatoire. Dans la clandestinité, il adopte le nom d'abbé Pierre, qu'il garde jusqu'à la fin de sa vie. En 1944, il est arrêté par l'armée allemande à Cambo-les-Bains, dans les Pyrénées-Atlantiques. Relâché, il passe en Espagne et rejoint par Gibraltar le général de Gaulle à Alger en Algérie française. Il devient aumônier de la Marine sur le cuirassé Jean Bart à Casablanca (Maroc). Toute sa vie il gardera sa croix d'aumônier de la marine sur la poitrine.
À la Libération de la France, ses actions dans la Résistance lui valent la croix de guerre 1939-1945 avec palme.

#### Parcours politique
Après la guerre, sur les conseils de l'entourage du général de Gaulle et avec l'approbation de l'archevêque de Paris, il se présente aux élections législatives et est élu par trois fois député en Meurthe-et-Moselle comme indépendant apparenté au Mouvement républicain populaire (MRP) : le 21 octobre 1945 puis le 2 juin 1946, dans les deux assemblées nationales constituantes successives ; puis à l'Assemblée nationale, de 1946 à 1951, où il siège d'abord au sein du groupe MRP. Sa profession de foi politique soutient un programme dit de troisième force (« ni capitaliste, ni collectiviste »). Il siège sous le nom de Grouès (M. l'abbé Pierre) puis, à partir du 13 juin 1946, est enregistré au nom de Pierre-Grouès (M. l'abbé).
L'abbé Pierre déconcerte vite son parti politique par ses prises de position de gauche. Pacifiste convaincu, il contribue à la rédaction de la Déclaration des droits de l'homme de 1948, se bat contre la peine de mort, la guerre et l'arme nucléaire, tout en militant pour la reconnaissance et la protection de l'objection de conscience. Déjà, il se bat pour le droit au logement : « Il existe une misère extrême. C'est là que doit porter notre effort d'abord », défend-il.
Le 19 juin 1947, il fonde le groupe parlementaire fédéraliste français avec 80 autres députés. Il participe ensuite au Congrès de Montreux des 27-31 août 1947 à la fondation du mouvement fédéraliste mondial. Il en devient le vice-président. Avec Albert Camus et André Gide, il fonde en 1948 le comité de soutien à Garry Davis, fondateur des Citoyens du Monde. En 1966, il lance avec des personnalités internationales un appel à s'inscrire dans le registre international des citoyens du monde.
Il se désolidarise de son parti politique après l'incident sanglant de Brest, en avril 1950, qui provoque la mort d'un ouvrier, Édouard Mazé. Dans sa lettre de démission du 28 avril 1950, Pourquoi je quitte le MRP, il dénonce les positions politiques et sociales du mouvement. Il rejoint ensuite la Ligue de la Jeune République, mouvement chrétien socialiste, ainsi que le groupe de la Gauche indépendante.
Il se présente aux élections législatives de 1951, à la tête d'une liste de Défense des intérêts démocratiques et populaires, sans le soutien du MRP ni celui de la hiérarchie catholique. Il n'est pas réélu.
L'abbé Pierre retourne à sa vocation première de prêtre-aumônier et s'investit, avec sa petite rente d'ex-député[précision nécessaire], dans ses actions caritatives. Il dit plus tard qu'il est plus intéressant d'être « ex-député » que député. Il participe néanmoins à certaines campagnes, en parrainant par exemple, lors de la guerre d'Algérie, le Comité pour la défense du droit à l'objection de conscience créé par Louis Lecoin, aux côtés d'André Breton, Albert Camus, Jean Cocteau et Jean Giono. Ce comité obtient un statut, restreint, en décembre 1963 pour les objecteurs.

### Fondation d'Emmaüs
Il fonde en 1949 le mouvement Emmaüs (en référence à Emmaüs, village de Judée apparaissant dans un épisode du dernier chapitre de l'Évangile selon Luc). Ce mouvement est une organisation laïque de lutte contre l'exclusion. Il commence ainsi dès l'été 1949 par fonder la communauté Emmaüs de Neuilly-Plaisance, au 38 avenue Paul-Doumer, au départ une auberge de jeunesse.
La rencontre avec un certain George, homme désespéré qui a perdu toute raison de vivre, et à qui l'abbé Pierre demande « Viens m'aider à aider », marque le véritable acte fondateur du mouvement Emmaüs.
Les communautés Emmaüs se financent par la vente de matériel et d'objets de récupération et construisent des logements : « Emmaüs, c'est un peu la brouette, les pelles et les pioches avant les bannières. Une espèce de carburant social à base de récupération d'hommes broyés ».
Non réélu en 1951 en raison du système des apparentements, il perd ses 12 000 francs d'indemnités de député et est réduit à mendier ou à vendre des publications à la dérobée pour subvenir aux besoins d'Emmaüs. Dans le même temps, les compagnons d'Emmaüs systématisent la chine qui est complétée à partir de février 1952 par la « biffe sur le tas ».
Le 29 mars 1952, il participe au jeu Quitte ou double animé par Zappy Max sur Radio Luxembourg pour alimenter financièrement son combat, où il gagne 256 000 francs de l'époque (somme représentant environ 6 000 € en 2022).
En 1954, il reçoit sa fameuse cape de la part du lieutenant-colonel Sarniguet, pompier de Paris, qu'il porte jusqu'à la fin de sa vie. Il considère ce don comme un simple prêt et la restitue à sa mort à la brigade de sapeurs-pompiers de Paris par disposition testamentaire,.

### Hiver 1954: l'insurrection de la bonté

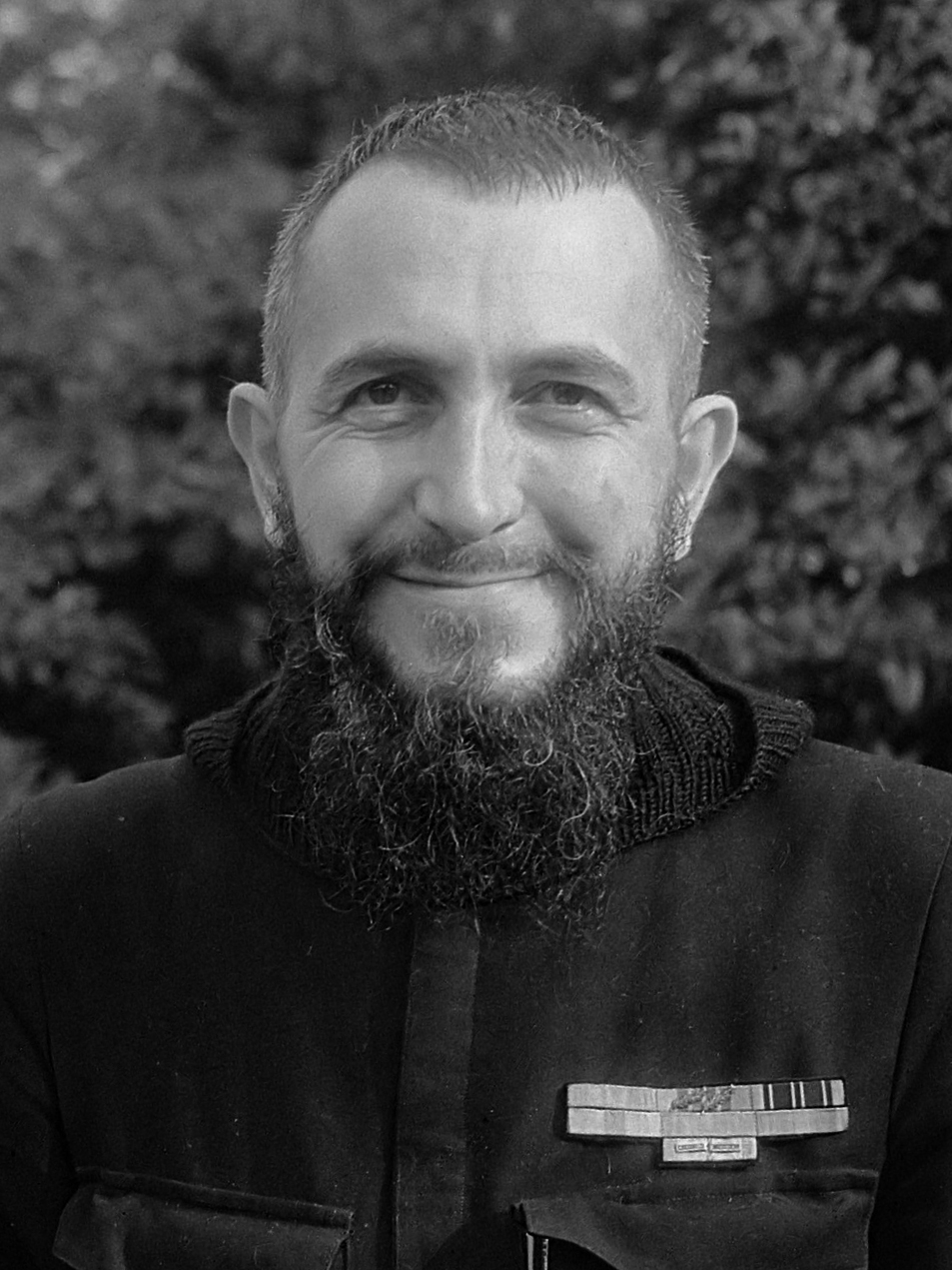
L'abbé Pierre en 1955.

La notoriété de l'abbé Pierre croît à partir de l'hiver de 1954, particulièrement froid et meurtrier pour les sans-abri. Il lance le 1er février 1954 un appel mémorable sur les antennes de Radio-Luxembourg (future RTL), qui devient célèbre sous le nom d'« Appel de l'abbé Pierre ».
Le lendemain, la presse titre sur « l'insurrection de la bonté ». L'appel rapporte 500 millions de francs en dons (dont deux millions par Charlie Chaplin qui dit à cette occasion : « Je ne les donne pas, je les rends. Ils appartiennent au vagabond que j'ai été et que j'ai incarné. »), une somme considérable pour l'époque et totalement inattendue. Des appels et des courriers submergent le standard téléphonique de la radio. Les dons en nature atteignent un tel volume qu'il faut des semaines pour simplement les trier, les répartir et trouver des dépôts pour les stocker convenablement un peu partout en France.
Avec l'argent rassemblé, l'abbé Pierre fait construire des cités d'urgence, dont celle de Noisy-le-Grand, qui évoque un bidonville car elle s'inspire du projet de l'architecte américain Martin Wagner : les bâtiments sont en forme de demi-bidon métallique,
Son appel a aussi des conséquences politiques. Des crédits pour les logements d'urgence sont votées et, en 1956, une loi interdit les expulsions locatives pendant la trêve hivernale.

### Développement d'Emmaüs
L'appel de 1954 attire des bénévoles de toute la France pour aider à la redistribution des dons, mais aussi fonder les premiers groupes se réclamant de l'appel de l'abbé Pierre. Rapidement, ce dernier doit organiser cet élan inespéré de générosité. Aussi, 23 mars 1954, il fonde l'association Emmaüs, avec pour objectif le regroupement de l'ensemble des communautés Emmaüs. L'association se concentre sur la gestion des centres d'hébergement et d'accueil Emmaüs de Paris et sa région.
À l'époque, ces communautés construisent des logements pour les sans-abri, et les accueillent en leur procurant non seulement le toit et le couvert en situation d'urgence mais aussi un travail digne. Nombre de compagnons d'Emmaüs seront ainsi d'anciens sans-abri, de tous âges, genres et origines sociales, sauvés de la déchéance sociale ou parfois d'une mort certaine et rétablis dans leurs droits fondamentaux, par les communautés issues de cet élan de générosité à qui ils retournent leurs remerciements par leur propre engagement caritatif.
Le mouvement Emmaüs se développe ensuite rapidement dans le monde entier, au gré des voyages de l'abbé Pierre, principalement en France et en Amérique latine.
En 1963, l'abbé Pierre est victime d'un naufrage dans le Río de la Plata (Argentine). Il prend alors conscience que sa mort signifierait la disparition du seul lien entre les groupes Emmaüs du monde, et potentiellement la disparition du mouvement. C'est donc à la suite de cet événement que l'abbé Pierre décide de préparer la fondation d'Emmaüs International, qui voit le jour en 1971.
Ainsi, d'abord très désorganisé et très spontané, le mouvement Emmaüs se structure progressivement jusqu'à acquérir sa forme actuelle. En 1985 est créée l'association Emmaüs France, qui regroupe alors tous les groupes Emmaüs français, alors que l'association Emmaüs se focalise sur Paris et ne joue plus son rôle initial de fédération.
En 1988, l'abbé Pierre crée avec son ami Raymond Étienne la Fondation Abbé-Pierre, chargée de poursuivre son combat. Reconnue d'utilité publique en 1992, la Fondation Abbé-Pierre a pour objet la lutte contre le mal-logement.

### Rôle au sein d'Emmaüs
L'abbé Pierre est, avec sa secrétaire Lucie Coutaz, à l'origine d'Emmaüs. Cependant, il n'en a jamais été un dirigeant opérationnel. Peu porté par tempérament sur les questions d'organisation, il préfère initier et mener à bien de nouveaux projets, plutôt que gérer les structures existantes.
Il marque ainsi à plusieurs reprises son opposition à la création de l'Union centrale de communautés Emmaüs, qui en 1958 se donne pour but de professionnaliser la gestion des communautés Emmaüs, ne souhaitant pas qu'on donne une « trop rigide définition de tout ».
Conscient malgré tout de la nécessité d'une telle structuration, l'abbé Pierre encourage la fondation d'Emmaüs International en 1971.

### Mort
L'abbé Pierre meurt le 22 janvier 2007, à l'âge de 94 ans, à l'hôpital du Val-de-Grâce à Paris, des suites d'une infection pulmonaire consécutive à une bronchite,.

#### Hommages
L'ensemble de la classe politique française ne tarit pas d'éloges et reconnaît le travail réalisé par l'abbé Pierre, notamment le président de la République Jacques Chirac, le Premier ministre Dominique de Villepin, la candidate socialiste Ségolène Royal et le candidat de l'UMP Nicolas Sarkozy. De très nombreuses associations et fondations françaises ou internationales qui ont milité avec l'abbé Pierre dans des causes communes en faveur des plus démunis lui rendent le jour même un vibrant hommage par des communiqués officiels.
L'ancien président de la République Valéry Giscard d'Estaing demande que soient célébrées des obsèques nationales en son honneur. Une journée de deuil national est même envisagée. Conformément aux souhaits de la Fondation Abbé-Pierre et de la famille, c'est la première option qui est retenue[réf. nécessaire].
Une chapelle ardente est ouverte à tous, les 24 et 25 janvier 2007, toute la journée, à l'église du Val-de-Grâce à Paris, où son cercueil simplement surmonté de sa canne et de son béret est exposé aux remerciements du public. Un hommage populaire à l'abbé Pierre est organisé par le mouvement Emmaüs le 25 janvier au palais omnisports de Paris-Bercy, de 19 heures à 23 heures. Des livres d'or collectent les hommages populaires à Paris, Metz et dans plusieurs communautés Emmaüs du sud de la France. Face aux demandes, d'autres communautés Emmaüs en France ou dans le monde recueillent aussi les hommages du public.
À Lyon, sa ville de naissance, une messe commémorative est dite[Quand ?] par l'archevêque de Lyon et primat des Gaules, le cardinal Philippe Barbarin en la primatiale Saint-Jean.

#### Obsèques
À la suite de la demande de la famille, les drapeaux français ne sont pas mis en berne lors de l'hommage national. Les obsèques se déroulent le 26 janvier à 11 heures dans la cathédrale Notre-Dame de Paris, en présence de la famille, de nombreux membres du mouvement Emmaüs. Des personnalités politiques de tous bords sont présentes, comme Jacques Chirac, Valéry Giscard d'Estaing, Dominique de Villepin, Nicolas Sarkozy, Bertrand Delanoë, Jack Lang, et François Bayrou, ainsi que plusieurs ministres.
Durant la cérémonie sont aussi présents le président du Conseil français du culte musulman Dalil Boubakeur, un dignitaire orthodoxe et un moine bouddhiste qui lui remettent symboliquement des cadeaux placés sur son cercueil, posé à même le sol. Le cortège funèbre est applaudi par le public dans la cathédrale et à l'extérieur.
Son cercueil est transféré vers le village d'Esteville dans la Seine-Maritime, à « La Halte d'Emmaüs » (maison de repos, foyer de vacances pour personnes âgées, principalement du mouvement Emmaüs) où l'abbé Pierre a résidé pendant plusieurs années, et où se trouve désormais un lieu de mémoire, le centre abbé Pierre Emmaüs, propriété de la Fondation Abbé-Pierre. Son enterrement se déroule dans la plus stricte intimité.
Plusieurs personnalités politiques se prononcent en faveur d'un transfert de sa tombe au Panthéon, contre le souhait de l'abbé[source insuffisante].

## Rencontres et actions internationales

### Rencontres avec les représentants de l'Église catholique
L'abbé Pierre a rencontré au cours de sa vie les papes Pie XI, Pie XII, Jean XXIII et à plusieurs reprises Jean-Paul II ; trop fatigué pour voyager, il n'a pas pu rencontrer directement le nouveau pape de l'époque Benoît XVI, mais il a noué des contacts épistolaires.

### Autres rencontres et actions internationales
Il a rencontré des personnalités éminentes du monde scientifique, politique et religieux :
- 1944 : le général de Gaulle à Alger en Algérie française, après son arrestation par l'armée allemande et son évasion via l'Espagne.
- 1945 : le père Teilhard de Chardin et le philosophe Nicolas Berdiaev, chez lui, deux hommes que l'abbé Pierre tentera vainement de concilier et de faire se comprendre l'un l'autre.
- 1948 : Albert Einstein à l'université de Princeton aux États-Unis, pour discuter avec lui des « trois explosions atomiques » et appeler avec lui de ses vœux à la fondation d'un mouvement international pour le désarmement et la paix dans le monde.
- 1956 : le futur président tunisien Habib Bourguiba pour le convaincre de parvenir à l'indépendance de la Tunisie sans violence.
- 1955 : le président américain Dwight David Eisenhower dans le Bureau ovale, à qui il remet un exemplaire de son livre Les chiffonniers d'Emmaüs.
- Le roi du Maroc, Mohammed V, à qui il dépêche deux missionnaires pour l'exhorter à trouver des solutions aux bidonvilles en favorisant le logement rural.
- 1956 : de nombreuses rencontres internationales, aux Pays-Bas, Portugal, Autriche, Inde, Suisse, Maroc. Il rencontre le Premier ministre indien Nehru, avec Indira Gandhi, et le sage indien Vinoba Vabe pour soutenir sa marche agraire non violente.
- 1958-1959 : conférences dans les pays scandinaves et d'Amérique du Sud. Le ministre de l'Éducation nationale du Pérou fait appel à lui pour développer l'éducation des populations pauvres. Le père Camilo Torres Restrepo en Colombie lui demande conseil sur la position de l'Église colombienne qui renie l'action des prêtres ouvriers. Il rencontre l'évêque des indiens en Équateur pour lui demander de freiner la construction de lieux de cultes somptueux dans des quartiers déshérités.
- 1959 : au Liban, il crée à Beyrouth la première communauté d'Emmaüs multiconfessionnelle, l'Oasis de l'espérance, fondée par un musulman sunnite, un archevêque chrétien melkite et un écrivain maronite.
- 1962 : il est reçu dans l'ermitage du père Charles de Foucauld à Béni Abbès en Algérie où il réside pendant plusieurs mois.
- 1963 : on le presse lors de sa convalescence en Argentine, de fédérer les communautés Emmaüs du monde dans Emmaüs International, qui se réunira en 1969 à Berne en Suisse, et en 1971 à Montréal au Québec au Canada (date de création officielle de l'association Emmaüs International).
- 1971 : il est appelé en Inde par Jayaprakash Narayan pour représenter avec la Ligue internationale des droits de l'homme la France dans la question du règlement des réfugiés. Indira Gandhi l'invite à son tour pour traiter des réfugiés bengalis. L'abbé Pierre s'engage en fondant des communautés Emmaüs au Bangladesh.
- 1985 : il apporte son soutien à Coluche qui, comme lui avant, fait un appel le 26 septembre sur les ondes pour venir en aide aux affamés. Là encore la réponse publique à cette idée est inespérée, et Coluche avec le soutien des associations caritatives et de nombreuses personnalités, lance le mouvement des Restos du Cœur (Coluche offrira 1 million de francs à Emmaüs quelques mois avant sa mort en mars 1986). L'abbé qui apporte son soutien y voit la preuve que son combat lancé en 1954 peut être repris aussi efficacement par d'autres après lui, et il se convainc à nouveau de l'utilité des médias pour soutenir ses propres actions dans les communautés d'Emmaüs. Dès lors, il se fera plus visible et fera appel aux personnalités[51]. La Fondation Abbé-Pierre bénéficiera de la loi Coluche votée après sa mort, peu après ce lancement. La mort de son ami Coluche le marquera durement lorsque l'abbé Pierre célèbrera ses obsèques, pour reprendre ensuite son combat médiatique avec le soutien de nombreuses personnalités du spectacle et anonymes.
- 1988 : lancement d'une association pour la Création de la Fondation Abbé-Pierre. L'abbé Pierre rencontre les représentants du Fonds monétaire international pour trouver une solution à la dette extérieure des pays du tiers monde.
- 1990 : il voyage aux États-Unis et au Brésil pour accompagner la sortie du film biographique Hiver 54, l'abbé Pierre de Denis Amar avec Lambert Wilson dans son rôle et Claudia Cardinale. Film qui retrace une partie de son action et la médiatisation de son combat contre la pauvreté avec les communautés d’Emmaüs.
- 1991 : il s'adresse directement aux présidents George H. W. Bush et Saddam Hussein, lors de la Première Guerre du Golfe. Il exhorte le gouvernement français à prendre des initiatives pour répartir la charge des réfugiés dans le monde, par un organisme disposant de plus de moyens que le Haut Commissariat des Nations unies pour les réfugiés actuel avec le bon vouloir des nations. Il rencontre le dalaï-lama lors des journées interreligieuses pour la paix.
- 1992 : naissance de la Fondation Abbé-Pierre, reconnue d'utilité publique, habilitée à recevoir les dons des particuliers et mécènes (avec lesquels elle finance ses actions au profit des mal-logés et sans-domicile fixe).
- 1994 : l'abbé Pierre devient propriétaire de la vigne à Farinet, la plus petite vigne cadastrée du monde, créée par Jean-Louis Barrault, et dont le vin est vendu au profit d'une œuvre humanitaire. En août 1999, à l'occasion d'une visite conjointe dans la commune suisse de Saillon à proximité, l'abbé Pierre remit la vigne au dalaï-lama, qui en est actuellement le propriétaire[52],[53]. L'abbé Pierre souhaita revoir cette vigne avant de mourir, et un survol en hélicoptère en était prévu avec Bruno Bagnoud, patron d'Air Glaciers, mais le fondateur d'Emmaüs quitta ce monde quelques jours avant[54].
- 1995 : à Sarajevo (Bosnie-Herzégovine), sous les bombardements de la ville assiégée depuis 3 ans par les forces serbes, il exhorte les nations du monde à intervenir d'urgence pour faire cesser les massacres.
- 1999 : il signe l'Appel à la Fraternité, en soutien au collectif du même nom (Collectif Appel à la fraternité), lancé par Jean-Louis Sanchez[55].
- 2000 : il a été parrain de l'EICD 3A à Lyon.
- 2001 : le président Jacques Chirac lui remet les insignes de grand officier de la Légion d'honneur, avant de l'élever à la dignité de grand-croix, la plus haute distinction |française, pour ses services rendus à la Nation.
- 2004 : il se rend en Algérie pour l'inauguration de maisons reconstruites par la Fondation Abbé-Pierre, après le séisme de 2003 à Boumerdès.
- 2006 : dernier grand combat politique, avec la Fondation Abbé-Pierre, lorsqu'il se rend à l'Assemblée nationale pour y défendre la loi solidarité et renouvellement urbain.

## Une icône médiatique

### Le mythe de l'abbé Pierre selon Roland Barthes
Après l'appel de 1954 et la sortie du film Les Chiffonniers d'Emmaüs, Roland Barthes analyse en 1957 le personnage de l'abbé Pierre dans ses Mythologies. Il évoque son visage « qui présente clairement tous les signes de l'apostolat : le regard bon, la coupe franciscaine, la barbe missionnaire, tout cela complété par la canadienne du prêtre-ouvrier et la canne du pèlerin. Ainsi sont réunis les chiffres de la légende et ceux de la modernité ». Il commente sa coupe, « équilibre neutre entre le cheveu court […] et le cheveu négligé », qui rejoint, selon le sémiologue, l'intemporalité de la sainteté et l'identifie à Saint François d'Assise. La barbe du capucin et du missionnaire symbolise quant à elle la pauvreté et la vocation apostolique comme pour le père Charles de Foucauld. Son visage suggère à la fois la spiritualité de l'Homme, le combat de son sacerdoce, et sa liberté vis-à-vis de sa hiérarchie. Pour Pierre Bourdieu, l'abbé est un genre de prophète qui « surgit en temps de disette, de crise » et « prend la parole avec véhémence et indignation ». Cependant Roland Barthes se demande si « la belle et touchante iconographie de l'abbé Pierre n'est pas l'alibi dont une bonne partie de la nation s'autorise, une fois de plus, pour substituer impunément les signes de la charité à la réalité de la justice. »
Cette grande popularité en France ne s'est jamais démentie : les enquêtes d'opinion de la presse le placent pendant une dizaine d'années en tête des personnalités préférées des Français, ce qui constitue un record inégalé, à peine éclipsé durant un an par une seconde place temporaire imputée à l'affaire Garaudy. Il demande à être retiré du palmarès en 2003, estimant que « c'est à la fois une arme et une croix », pour laisser la place des honneurs aux plus jeunes.

### L'image d'un miraculé
L'abbé Pierre est sorti indemne de plusieurs situations dangereuses :
- tombé dans une profonde crevasse quand il aidait des gens à s'enfuir pendant la guerre[59] ;
- naufragé miraculé en 1963, au Rio de la Plata entre l'Argentine et l'Uruguay[60],[61] (voir la partie Développement d'Emmaüs).

### Présence dans les médias
L'abbé Pierre s'est constamment appuyé sur son image diffusée par les médias, depuis son appel sur Radio Luxembourg en 1954 jusqu'à sa présence à l'Assemblée nationale en janvier 2006, en faveur de la loi relative à la solidarité et au renouvellement urbains sur le logement social. Il descend dans la rue pour soutenir l'association Droit au logement (DAL), notamment en 1991 et en 1994. Selon Bernard Kouchner, fondateur de Médecins sans frontières, il est ainsi l'inventeur de « la loi du tapage médiatique ».

## Controverses et prises de position

### Les Brigades rouges
L'abbé Pierre a spontanément témoigné dans les années 1980 en faveur d'un groupe d'Italiens résidant à Paris et animant l'école de langues Hypérion (it). Le directeur de cette école, Vanni Mulinaris, avait été arrêté et emprisonné le 2 février 1982, lors d'une visite en Italie. Il était accusé d'être membre des Brigades rouges (BR). Il sera par la suite relaxé, totalement blanchi de cette accusation et même dédommagé par l'État italien pour trois ans de détention injustifiée.
L'abbé Pierre se rend plusieurs fois en Italie pour protester contre les conditions de détention sans motivations et sans procès de Vanni Mulinaris, il rencontre le président Sandro Pertini, les juges, les avocats, plusieurs autorités morales, qui constitueront un comité italien demandant justice pour Vanni Mulinaris (le cardinal Martini, le sénateur et philosophe Norberto Bobbio, Giuseppe Branca ancien président de la Cour constitutionnelle, bientôt rejoints par 75 autres personnalités dont le journaliste Giorgio Bocca et le cinéaste Luigi Comencini).
L'abbé Pierre effectue également, pour réclamer justice, une grève de la faim durant 8 jours du 26 mai 1984 au 3 juin 1984, dans la cathédrale Saint-Jean-Baptiste de Turin.
Il témoigne alors de son expérience personnelle des dérives de la justice italienne de l'époque. François Mitterrand décidera à partir de 1982 d'accorder l'asile aux réfugiés politiques italiens, pour ceux qui auraient clairement rompu avec la violence,,,,.

### Affaire Roger Garaudy et accusations d'antisémitisme
En avril 1996, son ami de longue date Roger Garaudy (penseur marxiste et ancien responsable politique communiste converti au catholicisme et ensuite à l'islam) est poursuivi pour négationnisme à la suite de la publication de son livre Les Mythes fondateurs de la politique israélienne. Au cours de ce procès, l'abbé Pierre lui apporte son soutien, ce qui lui vaut d'être exclu du comité d'honneur de la Ligue internationale contre le racisme et l'antisémitisme (LICRA). Dans une lettre de soutien à l'auteur rendue publique le 18 avril 1996, l'abbé Pierre écrit tout le respect que lui inspire « l'énorme travail » réalisé par Roger Garaudy pour l'écriture du livre, et son « éclatante érudition, rigoureuse ». Il affirme qu'accuser Roger Garaudy de « révisionnisme » — remise en cause de la réalité de la Shoah — est une « imposture », une « véritable calomnie »,.
Il expliquera par la suite avoir agi « à titre amical » et se démarquera des tentatives pour « nier, banaliser ou falsifier la Shoah » dont il avait été lui-même témoin. Mais, selon les termes du quotidien L'Humanité, « ce revirement tardif ne dissipe cependant pas le malaise ». L'historien Pierre Vidal-Naquet déclare pour sa part craindre « que la prise de position de l'abbé Pierre ouvre les vannes d'une poussée antisémite. »
Au sujet de la terre promise dans l'Ancien Testament, il dénonce la prise très violente de cette terre par les Israélites, telle qu'elle est décrite dans la Bible : « Que reste-t-il d'une promesse lorsque ce qui a été promis, on vient de le prendre en tuant par de véritables génocides des peuples qui y habitaient, paisiblement, avant qu'ils y entrent », dira-t-il à Bernard Kouchner. Il n'hésitera pas à en déduire une véritable vocation à l'exil de ce peuple : « Je crois que — c'est ça que j'ai au fond de mon cœur — que votre mission a été — ce qui, en fait, s'est accompli partiellement — la diaspora, la dispersion à travers le monde entier pour aller porter la connaissance que vous étiez jusqu'alors les seuls à porter, en dépit de toutes les idolâtries qui vous entouraient ».
Ces déclarations reprennent l'ancienne thématique chrétienne de l'auto-malédiction d'un peuple juif « avatar de Caïn » (thématique désavouée par l'Église dans la déclaration Nostra Ætate issue de Vatican II) et, finalement, « une lecture de la Bible très conforme à l'antijudaïsme chrétien avant Vatican II »,.
L'abbé Pierre considère que le débat sur la Shoah reste ouvert : « ils [la LICRA] n'acceptent absolument pas le dialogue, contrairement à Garaudy. Ils considèrent que le débat (sur le génocide des juifs) est clos. Qu'oser le rouvrir n'est pas possible. Par exemple sur la question des chambres à gaz, il est vraisemblable que la totalité de celles projetées par les nazis n'ont pas été construites », propos auquel l'abbé Pierre ajoute toutefois : « Mais mes amis de la LICRA me disent qu'avancer de telles affirmations, c'est contester la Shoah. Ce n'est pas sérieux ». Roger Garaudy est finalement condamné pour contestation de crimes contre l'humanité et incitation à la haine raciale.
La polémique lui vaut le désaveu de certains de ses amis. Bernard Kouchner lui reproche « d'absoudre l'intolérable ». L'abbé est publiquement fustigé par le cardinal Jean-Marie Lustiger. Sommé par sa hiérarchie de prendre une retraite médiatique temporaire, il part en Italie, où il déclare au Corriere della Sera que la presse française est « inspirée par un lobby sioniste international ». L'affaire ne reçoit cependant que peu d'écho auprès de l'opinion française, qui continue à le classer en tête des personnalités françaises les plus aimées.
Jean-Claude Duclos, conservateur du musée de la Résistance et de la Déportation de l'Isère, revient en 2007 sur cette polémique en rappelant que le soutien de l'abbé Pierre à Roger Garaudy ne doit pas masquer les faits qui plaident en sa faveur, notamment son combat pendant la Seconde Guerre mondiale pour sauver des Juifs.
En avril 2025, la publication par Laetitia Cherel et Marie-France Etchegoin de l'ouvrage de Abbé Pierre, la fabrique d'un Saint, aux éditions Allary révèle que l'abbé Pierre a tenu tout au long de sa vie des propos antisémites,,.

### Prises de position sur l'ordination des hommes mariés et l'ordination des femmes
En 2005, dans son livre Mon Dieu… pourquoi ?, rédigé avec Frédéric Lenoir, il reconnaît à mi-mot avoir eu des relations sexuelles dans sa vie de prêtre, ce qu'Henri Tincq présente comme une « rupture du vœu de chasteté » : « Il m'est arrivé de céder à la force du désir de manière passagère, mais je n'ai jamais eu de liaison régulière, car je n'ai pas laissé le désir sexuel prendre racine. Cela m'aurait conduit à vivre une relation durable avec une femme […]. J'ai donc connu l'expérience du désir sexuel et de sa très rare satisfaction ». À ce sujet, il invite les dirigeants d'Église à réfléchir sur une éventuelle réforme de la discipline de l'Église en faveur de l'ordination des hommes mariés. Il estime ne pas comprendre l'opposition des papes Jean-Paul II et Benoît XVI à cette possibilité, l'ordination des hommes mariés étant permise par l'Église dans certains rites catholiques orientaux. Il voit dans cette permission un moyen de lutter contre la pénurie des vocations. Il invite également à la réflexion sur la question de l'ordination des femmes.

### Accusations d'abus sexuels

#### Premier rapport d'Egaé
Le 17 juillet 2024, Emmaüs International publie un rapport de huit pages commandé au cabinet Egaé, qui présente les témoignages de sept femmes rapportant des « comportements pouvant s'apparenter à des agressions sexuelles ou des faits de harcèlement sexuel » de la part de l'abbé Pierre entre la fin des années 1970 et 2005, l'une d'entre elles étant mineure au moment des premiers faits,,. Les témoignages recueillis rapportent notamment des attouchements répétés sur la poitrine généralement commis lorsque l'abbé Pierre est seul avec ses victimes, sur lesquelles il semble exercer une emprise psychologique.

#### Deuxième rapport
Le 6 septembre 2024, le cabinet Egaé publie un second rapport faisant état de dix-sept nouveaux témoignages qui évoquent des propos à caractère sexuel, des baisers imposés, des agressions sexuelles sur une personne vulnérable et sur une mineure ainsi que des fellations imposées qui peuvent être qualifiées de viols. Les accusations concernent la période comprise entre les années 1950 et 2000 et proviennent de différents pays. Le mouvement Emmaüs et la Fondation Abbé-Pierre annoncent la mise en place d'une commission indépendante d'historiens chargée d'enquêter sur les dysfonctionnements qui ont permis à l'abbé Pierre de commettre des abus pendant plus de 50 ans,,. Des enquêtes journalistiques basées sur l'analyse des archives montrent que les abus sexuels de l'abbé Pierre étaient connus de l'Église catholique en France comme d'Emmaüs dès le milieu des années 1950,,. Le président de la CEF, Éric de Moulins-Beaufort annonce le 12 septembre 2024 l'ouverture des archives, notamment à l'intention des chercheurs de la commission indépendante mise en place par Emmaüs. De nombreuses communes renomment des lieux publics portant le nom de l'abbé Pierre.

#### Troisième rapport
Le 13 janvier 2025, le mouvement Emmaüs et la Fondation Abbé Pierre rendent public un recueil de neuf nouveaux témoignages et une synthèse du cabinet Egaé. L'abbé Pierre est notamment accusé d'un viol sur un garçon âgé de neuf ans. Deux autres récits concernent également des mineurs âgés de 8 à 10 ans. Il aurait aussi commis des abus à caractère incestueux sur deux membres de sa famille. Au total au moins 57 victimes ont été identifiées,,,. Le cabinet Egaé insiste sur le fait que ces nouveaux témoignages « ne permettent absolument pas de dresser un état des lieux exhaustif des comportements de l'abbé Pierre ».
Lors de son assemblée générale extraordinaire du 21 janvier, le mouvement Emmaüs décide de retirer de son logo la mention de son fondateur. La Fondation Abbé-Pierre devient quant à elle la Fondation pour le logement des défavorisés. Le 4 février 2025, la justice annonce que l'enquête demandée mi-janvier par la Conférence des évêques de France ne sera pas ouverte en raison de la prescription de la non dénonciation d'éventuels délits .

#### Quatrième rapport
Un quatrième rapport paru le 9 juillet 2025 fait état de douze nouveaux témoignages, dont sept concernent des personnes mineures au moment des faits, ce qui porte à 45 le nombre de témoignages recueillis. Une dizaine de personnes mineures abusées par l'abbé Pierre ont au total été recensées, ce qui fait dire au quotidien Libération que « désormais, l’abbé Pierre apparaît aussi comme un pédocriminel avéré ».

### Paternité présumée
Jean-Christophe Ménétrier a publié en 2007 un livre intitulé L'abbé père dans lequel il prétend être le fils du prêtre. De son vivant, ce dernier s'était soumis à un test ADN réalisé dans des conditions douteuses.

### Accusations de détournements de fonds
En avril 2025, la publication par Marie-France Etchegoin et Laetitia Cherel de l'ouvrage Abbé Pierre, la fabrique d'un Saint, aux éditions Allary révèle des allégations prétendant que l'abbé Pierre aurait détourné des fonds issus des dons à Emmaüs dans les années 1950, 1960 et 1970,,.

## Distinctions et hommages

### Décorations

#### Françaises
- Grand-croix de la Légion d'honneur le 13 juillet 2004[115]
  - Grand officier en 1992 (remis neuf ans plus tard, le 19 avril 2001). Il refuse initialement de la porter pour protester contre le refus de l'État français d'attribuer des logements vides à des SDF.
  - Commandeur en 1987 pour son action pour le logement des défavorisés.
  - Officier en 1981 au titre des droits de l'homme
  - Chevalier à titre militaire le 19 décembre 1946
- Croix de guerre 1939-1945 avec deux palmes (citations des 12 février 1945 et 19 décembre 1946)
- Médaille de la Résistance française (décret du 5 juin 1945)[116]
- Médaille des évadés
- Croix du combattant volontaire de la guerre de 1939-1945 (1946)
- Croix du combattant
- Médaille commémorative française de la guerre 1939-1945 avec agrafes « France » et « Libération »

#### Étrangères
- Médaille de la Résistance belge (14 juillet 1947,  Belgique)
- Grand officier de l'Ordre national du Québec lors de la visite officielle à Paris du premier ministre de la province de Québec Jacques Parizeau en janvier 1995[117] ( Québec)
- Officier de l'ordre national du Cèdre ( Liban)

### Récompenses diverses
- Médaille d'or Albert Schweitzer de la Fondation Goethe (à Bâle, Suisse) en 1975, remise par René Lenoir, secrétaire d'État français[118].
- 1991, prix Balzan pour l'Humanité, la paix et la fraternité des peuples, « pour son combat pour les droits de l'homme, la démocratie, la paix, pour la lutte contre les souffrances spirituelles et physiques, et pour la solidarité universelle au travers des communautés Emmaüs »[119].

### Honneurs posthumes
- 22 janvier 2008 : à l'occasion du premier anniversaire de sa mort, une plaque à la mémoire de l'abbé Pierre est symboliquement dévoilée par un compagnon d'Emmaüs et un SDF sur l'immeuble de la rue des Bourdonnais (Paris) où l'association Emmaüs s'était installée après l'hiver 1954 à Paris.
- Une plaque est posée en son honneur sur le mur du lycée Saint-Marc et inaugurée le samedi 13 décembre 2008 en présence de représentants de la famille Grouès, du mouvement Emmaüs, de Philippe Barbarin, Jean-Jack Queyranne, Michel Mercier, et de Gérard Collomb. Une célébration eucharistique présidée par le Cardinal Barbarin dans la chapelle du lycée Saint-Marc a suivi l'inauguration. Cette plaque est toutefois recouverte d'une bâche à la suite des révélations sur les abus sexuels dont l'abbé Pierre se serait rendu coupable[120].
- À l'occasion du troisième anniversaire de sa mort, la poste française émet un timbre-poste à son effigie, au tarif le plus courant, le 22 janvier 2010.
- À l'occasion du centième anniversaire de sa naissance, la France émet une pièce de 2 € commémorative à son effigie en juillet 2012[121].
- À l'occasion du sixième anniversaire de la mort de son fondateur, la Fondation Abbé-Pierre pour le logement des défavorisés érige une statue à son effigie à l'entrée de sa Délégation générale à Paris[122].
- Un collège de Nueil-les-Aubiers (Deux-Sèvres) et une école à Hédé en Ille-et-Vilaine portent son nom.
- Toponymes : on compte en France en 2024 plus de 600 lieux publics qui portent le nom de l'abbé Pierre[123].

### Dé-commémorations
Après les révélations d'abus sexuels commis par l'abbé Pierre, de nombreux hommages présents dans l'espace public sont retirés.
- Jardins Abbé-Pierre - Grands-Moulins (Paris) ; à la suite des accusations d'abus sexuels de l'abbé Pierre, la mairie de Paris envisage de débaptiser le jardin[124].

- À Nancy, au 55 rue des Dominicains, à l'endroit précis où l'Abbé Pierre avait sa permanence parlementaire quand il était député, entre 1945 et 1951, une plaque commémorative le représentant est enlevée le 11 septembre 2024[125].
- Le 17 septembre 2024, une statue de l'abbé Pierre est déboulonnée à Norges-la-Ville (Côte d'Or)[126].
- Lyon, la ville natale du prêtre, débaptise la place à son nom le 19 septembre 2024. La nouvelle dénomination de la place sera décidée en concertation avec les acteurs du quartier[127].
- Le 20 septembre 2024, la ville de Grenoble annonce débaptiser la rue qui porte son nom, pour lui donner ceux de Gustave et Renée Estadès, un couple de résistants[128].
- La sculpture à son effigie située sur le rond-point d'entrée du village Emmaüs de Lescar (Pyrénées-Atlantiques) est démontée le 24 septembre 2024[129].
- Le 7 octobre 2024, le conseil municipal d'Arras décide de débaptiser la rue qui porte son nom, pour lui donner celui de Marietta Martin, native d'Arras et résistante[130].

## Œuvres
Les droits d'auteur et autres droits dérivés provenant de la vente ou de la diffusion de ses livres, disques audio et vidéo ont été reversés par l'abbé Pierre tout au long de sa vie au mouvement Emmaüs et à la Fondation Abbé-Pierre. Depuis sa mort, Emmaüs International est légataire universel de ces droits.

### Ouvrages
- 1954 : Donnons-leur un toit aujourd'hui, lettre de l'abbé Pierre au ministre de la Reconstruction.
  - Réédition en fac-similé du livret de 1954, avec P. Dufau, R. Gid, R. Morel, G.-H. Pingusson et F. Spoerry, éditions du Linteau, 2011.
- 1988 : Cent poèmes contre la misère,  éd. Le Cherche-midi, Paris  (ISBN 978-2-86274-141-3).
- 1994 : Testament…  (ISBN 978-2-7242-8103-3).
  - Réédition 2005,  éd. Bayard/Centurion, Paris  (ISBN 978-2-227-47532-8).
- 1994 : Une terre et des hommes, éd. du Cerf, Paris.
- 1996 : Dieu merci,  éd. Fayard/Centurion, Paris.
- 1996 : Le Bal des exclus,  éd. Fayard, Paris.
- 1997 : Mémoires d'un croyant,  éd. Fayard, Paris.
- 1999 : Fraternité,  éd. Fayard, Paris.
- 1999 : Paroles,  éd. Actes Sud, Paris.
- 1999 : C'est quoi la mort ?, livre didactique destiné aux enfants,  éd. Albin Michel, Paris. Nombreuses traductions et rééditions dans divers pays.
- 2002 : Confessions,  éd. Albin Michel, Paris  (ISBN 978-2-226-13051-8).
- 2002 : Je voulais être marin, missionnaire ou brigand, rédigé avec Denis Lefèvre,  éd. Le Cherche-midi, Paris  (ISBN 978-2-7491-0015-9).
  - Réédition en poche,  éd. J'ai lu, Paris  (ISBN 978-2-290-34221-3).
- 2004 : L'Abbé Pierre parle aux jeunes, avec Pierre-Roland Saint-Dizier, éd. du Signe, Paris  (ISBN 978-2-7468-1257-4).
- 2005 : Le Sourire d'un ange,  éd. Elytis, Paris.
- 2005 : Mon Dieu… pourquoi ? Petites méditations sur la foi chrétienne et le sens de la vie, avec Frédéric Lenoir,  éd. Plon  (ISBN 978-2-259-20140-7). Recueil où sont également abordés des sujets d'actualités comme le célibat des prêtres, l'ordination des femmes, le fanatisme religieux, le désir et le sexe, le mariage homosexuel.
- 2006 : Servir : Paroles de vie, avec Albine Navarino,  éd. Presses du Châtelet, Paris  (ISBN 978-2-84592-186-3).
- 2007 : Clandestin, 1942-1944,  éd. Vollodalen, coll. « Citadelle », Paris  (ISBN 978-2-9522069-3-8). Reprend le texte d'une conférence prononcée par l'abbé Pierre le 23 avril 1945.
- 2007 : N'oublions pas les jeunes,  éd. DDB  (ISBN 978-2-220-05454-4). Le dernier cri de l'abbé Pierre en faveur des jeunes, de l'éducation, du logement, en collaboration avec Christophe Robert, directeur des études à la Fondation Abbé-Pierre, et Patrick Doutreligne, délégué général de la Fondation Abbé-Pierre.
- 2011 : Les Combats de l'Abbé Pierre, Denis Lefèvre,  éd. Biography & Autobiography.
- 2012 : Abbé Pierre, Inédits. Textes de combat, écrits intimes, correspondances,  éd. Bayard.
- 2020 : Rien sauf l'essentiel : Coluche et l'Abbé Pierre, La rencontre qui décida du destin des Restos du Cœur, L'Harmattan.

### Livres d'entretiens
- 1987 : Bernard Chevalier interroge l'abbé Pierre : Emmaüs ou venger l'homme,  éd. Le Centurion ; rééd. LGF/Livre de poche, Paris  (ISBN 978-2-253-04151-1).
- 1993 : Dieu et les hommes, entretien avec Bernard Kouchner, dialogues et propos recueillis par Michel-Antoine Burnier,  éd. Robert Laffont  (ISBN 978-2-221-07618-7).
  - Réédition France loisirs, 1994
- 1994 : Absolu entretien avec Albert Jacquard,  éd. du Seuil, Paris.
  - Réédition sous le titre En route vers l'absolu, Flammarion, 2000.
- 1999 : J'attendrai le plaisir du Bon Dieu : l'intégrale des entretiens Noms de Dieux d'Edmond Blattchen,  éd. Alice.
- 2004 : Abbé Pierre et père Pedro Opeka, Pour un monde de justice et de paix : entretiens, Paris, Presses de la Renaissance, 230 p. (ISBN 978-2-7509-0044-1).
- 2006 : L'Abbé Pierre : entretien et portrait, par Ariane Laroux, coll. « Portraits parlés »,  éd. L'Âge d'Homme.

### Discographie
- 1989 : Les Enfants sans Noël, avec une chorale d'enfants et une pléiade d'artistes, au profit d'Emmaüs.
- 2001 : Radioscopie : Abbé Pierre - Entretien avec Jacques Chancel, CD audio.
- 1988-2003 : Éclats de voix, suite de CD audio, poèmes et réflexions, en quatre volumes :
  - Vol. 1 : Le Temps des Catacombes, rééd. label Celia.
  - Vol. 2 : Hors de Soi, rééd. label Celia.
  - Vol. 3 : Corsaire de Dieu, rééd. label Celia.
  - Vol. 4 : L'éternel combat, label Scalen.
- 2003 : CD Merci l'abbé de Gérard Verchère.
- 2004 : Paroles de Paix de l'Abbé Pierre, suivi de l'appel de l'hiver 54 ré-enregistré par l'abbé Pierre pour le 50e anniversaire, CD audio, label Frémeaux & Associés, Créations pour la Paix, direction artistique : Christiane Gugger.
- 2005 : CD Testament…, pour fêter le 56e anniversaire de la fondation d'Emmaüs (réflexions personnelles, textes et paroles inspirées de la Bible)  (ISBN 978-2-227-47532-8).
- 2005 : Avant de partir…, testament audio de l'abbé Pierre, CD audio et vidéos pour PC, prières et musiques de méditation.
- 2006 : L'Insurgé de l'amour, label Revues Bayard, Paris.

### Archives
Le fonds d'archives de l'abbé Pierre, renfermant toute sa documentation ainsi que celle d'Emmaüs International, est conservé aux Archives nationales du monde du travail.